# 잉글랜드 웨일스

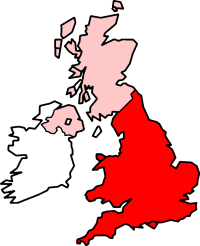
잉글랜드와 웨일스(빨간색), 영국의 나머지 지역(분홍색)

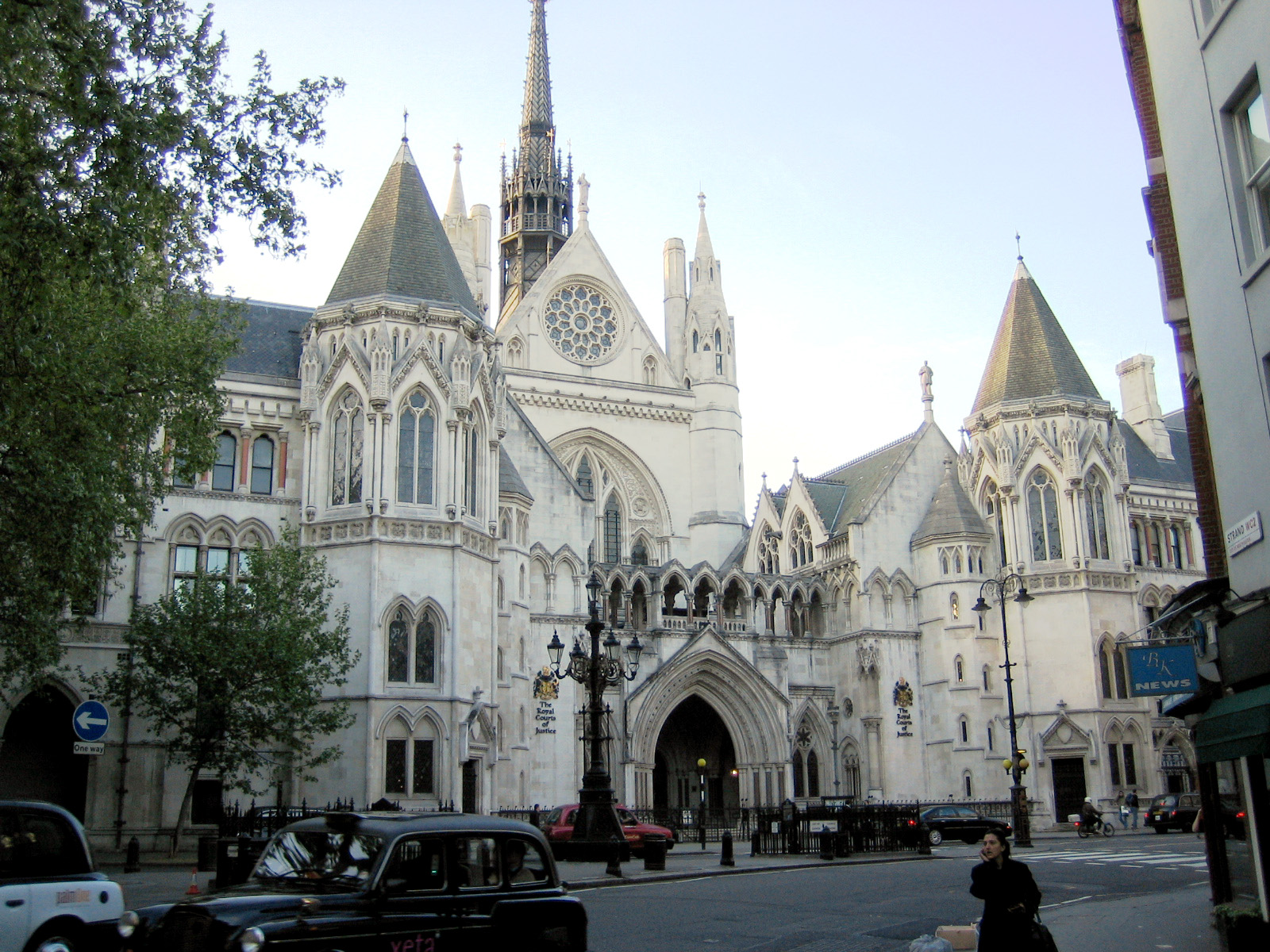
잉글랜드 런던에 위치한 왕립재판소 청사

잉글랜드 웨일스(영어: England and Wales 잉글랜드 앤 웨일스[*], 웨일스어: Cymru a Lloegr 컴리 아 흘로이그르)는 영국 내의 법역 중 하나이다. 영국은 복수의 법역이 있는 나라인데, 잉글랜드와 웨일스는 단일한 법역으로 묶여 있고, 여기서 적용되는 법을 잉글랜드 법이라고 부른다. 영국을 구성하는 다른 홈 네이션인 스코틀랜드와 북아일랜드는 각각 독자적인 법역을 형성한다.

## 법역의 역사
고대 로마가 그레이트브리튼섬의 중남부를 통치하던 시기(브리타니아 주)에는 현재의 잉글랜드(하드리아누스 장벽 이북은 제외)와 웨일스가 하나의 통치 단위로 묶여 있었다.
로마 통치 시기 이후, 웨일스는 독자적인 법 체계 즉 웨일스 법을 잉글랜드와 무관하게 발전시켜나갔다. 최초로 성문화한 사람은 웨일스 내 소국 군주 중 한 명인 허웰 다(Hywel Dda, 재위 942년~950년)였다. 그러나 11세기 들어 노르만 족이 지배하던 잉글랜드가 웨일스로 침략해 들어오기 시작하여, 일부 점령지를 중심으로 잉글랜드 법이 시행되기도 하였다. 1283년 잉글랜드가 웨일스 전역을 점령하여 웨일스 공국을 설치하였고 1284년 러들랜 법에 의해 잉글랜드 국왕의 지배를 받게 되었다. 그러나 웨일스가 잉글랜드 왕국에 합병 이후에도 웨일스 법은 계속 유지되었다.
1535년과 1542년에 각각 반포된 두 웨일스에서의 법률에 관한 법에 의해 기존 웨일스 법 대신 잉글랜드 법이 웨일스에 적용되기 시작하였다. 이때부터 지금까지 잉글랜드와 웨일스는 단일한 법역을 형성하게 되었다. 그러나 잉글랜드 및 영국의 각종 법령에서는 오랫동안 '잉글랜드'라는 용어는 웨일스 지역은 제외하는 것으로 해석이 이뤄졌다. 예를 들어 잉글랜드에 한정되는 법규는 웨일스에 적용되지 않는 식이었다.
그러다가 1746년 웨일스 및 버릭 법이 제정된 뒤부터는 법률에서 '잉글랜드'라는 용어는 기본적으로 웨일스와 베릭어폰트위드를 포함하도록 변경되었다. 그러나 이런 조치는 1967년에 개정되어 다시 ‘잉글랜드’라는 용어에서 ‘웨일스’를 배제하게 되었다(베릭어폰트위드는 현재 잉글랜드에 정식으로 합병이 되었기 때문에 ‘잉글랜드’라는 용어에 포함). 이에 따라 1746년 이후의 법률에서 ‘잉글랜드’라고 지칭하던 지역은 1967년부터 ‘잉글랜드 웨일스’(England and Wales)로 대체되었다.
1998년 영국 의회는 웨일스·스코틀랜드·북아일랜드에 광범위한 자치권을 부여하는 법률들을 제정하였다. 그 중 1998년의 웨일스 정부 법을 통해 1999년 웨일스 자치 정부와 웨일스 자치 의회가 설치되었다. 웨일스 의회에서는 제한되게나마 독자적인 웨일스 법률을 제정할 수 있게 되었다. 또한 영국 국회가 2006년 웨일스 정부 법을 통과시켜 자치가 더욱 강화되었다. 아직 웨일스는 법역이 잉글랜드와 통합되어 있으나, 잉글랜드와 웨일스의 법이 점차 달라져 가는 추세에 놓여 있다.

## 입법 기관
기본적으로 잉글랜드 웨일스 법역에 적용되는 법률은 런던의 시티오브웨스트민스터에 위치한 영국 의회에서 제정하는 게 원칙이다. 그러나 1999년 이후 웨일스에만 적용되는 법률 중 상당수는 웨일스 의회에서 제정된다.

## 법률 이외
법률 이외에 '잉글랜드 웨일스'라는 단위를 사용하는 예가 있다. 다음은 그러한 사례 중 일부이다.
- 잉글랜드 웨일스 크리켓 위원회: 웨일스는 통상적으로 별도의 크리켓 대표팀을 만들지 못하고 선수들이 잉글랜드 대표팀에 출전한다. 웨일스가 포함된 잉글랜드 크리켓 팀은 잉글랜드 웨일스 크리켓 위원회의 관리를 받는다. 웨일스 팀이 예외적으로 따로 출전한 예로는 국제 크리켓 평의회의 1979년 ICC 트로피가 있다. 현재 웨일스 크리켓 협회가 결성되어 있으나, 이 기구는 아직 아마추어만 관할한다.
- 종교 단체: 잉글랜드와 웨일스의 로마 가톨릭교회와 잉글랜드 웨일스 복음주의 장로교회는 현재 잉글랜드와 웨일스를 한 교구로 설정하고 있다. 또한 1920년 이전 성공회에서는 잉글랜드 성공회가 웨일스까지 관할했었다. 1920년 이후에는 웨일스 성공회가 웨일스를 관할한다.